# Spodoptera festiva
Spodoptera festiva är en fjärilsart som beskrevs av Donovan 1805. Spodoptera festiva ingår i släktet Spodoptera och familjen nattflyn. Inga underarter finns listade i Catalogue of Life.